# Dmitrij Bałmin
Dmitrij Anatoljewicz Bałmin, ros. Дмитрий Анатольевич Балмин (ur. 15 lipca 1970 w Kazaniu) – rosyjski hokeista, trener.

## Kariera zawodnicza
- SK Urickogo Kazań (1987-1989)
- SKA Swierdłowsk (1989-1990)
- Mietałłurg Sierow (1990-1991)
- Itił Kazań (1991-1995)
  -  Tan Kazań (1991/1992)
- Ak Bars Kazań (1995-2005)
- Nieftiechimik Niżniekamsk (2005-2008)

Wychowanek SK Urickogo Kazań. Wieloletni zawodnik klubu z tego miasta. Od 2000 do 2004 był kapitanem drużyny Ak Barsa.

## Kariera trenerska
- Nieftiechimik Niżniekamsk (2009-2013), asystent trenera
- Nieftiechimik Niżniekamsk (31.10.2013-30.06.2014), główny trener
- Nieftiechimik Niżniekamsk (2014-2014), asystent trenera
- Irbis Kazań (2014-2016), asystent trenera
- Irbis Kazań (2016-2017), główny trener
- Bars Kazań (2018-2022), asystent trenera
- Fieniks Kazań (2022-), asystent trenera

Po zakończeniu kariery zawodniczej pozostał w swoim ostatnim klubie w Niżniekamsku i podjął tam pracę szkoleniową. Przez sześć sezonów rozgrywek KHL był asystentem w sztabie, a w edycji KHL (2013/2014) sam był głównym trenerem Nieftiechimika. Następnie przez trzy sezony pracował w juniorskiej drużynie Irbis Kazań z rozgrywek MHL, najpierw jako asystent (starszy trener), następnie jako główny trener. W październiku 2017 wszedł do sztabu trenerskiego Barsa Kazań w lidze WHL. Po powołaniu nowego głównego szkoleniowca tamże, Siergieja Duszkina w kwietniu 2019, pozostał nadal w sztabie. W połowie 2022 został asystentem w sztabie Fieniksa Kazań.

## Sukcesy
Zawodnicze klubowe
- Złoty medal wyższej ligi: 1988, 1989 z SK Urickogo Kazań
- Złoty medal mistrzostw Rosji: 1998 z Ak Barsem Kazań
- Srebrny medal mistrzostw Rosji: 2000, 2002 z Ak Barsem Kazań
- Brązowy medal mistrzostw Rosji: 1999, 2004 z Ak Barsem Kazań
- Trzecie miejsce w Pucharze Kontynentalnym: 2000 z Ak Barsem Kazań